# Армянские авиалинии
«Армянские Авиалинии»(арм. Հայկական Ավիաուղիներ) — действующая авиакомпания, базируется в аэропорту Звартноц в Ереване.
После обретения независимости Арменией в 1991 году была создана государственная компания «Армянские авиалинии», которой в наследство достался парк воздушных судов советской республики. Компания, которая до 1997 года работала с прибылью, но потом влезла в долги. Армянские Авиалинии признаны банкротом и прекратили существование в 2004 году. 
Авиакомпания возобновила полеты в марте 2023 года 
Согласно бывшему директору авиакомпании, Рубену Григоряну, причина банкротства в плохом менеджменте.
27 марта 2003 года решением правительства Армении все рейсы «Армянских Авиалиний» были переданы авиакомпании «Армавиа».

## История
«Армянские авиалинии» были созданы вскоре после обретения независимости в 1991 году от дирекции Аэрофлота в Армении и были единственным перевозчиком в Армении до 2002 года, когда частные компании Армянские международные авиалинии и Армавиа начали конкурировать с ним.  Армянские авиалинии, приносившие прибыль до 1997 года, в 1998 году стали работать на убыль. Кроме того, технические проблемы с его Airbus A310 привели компанию к финансовым проблемам. Компания начала объединять усилия с бельгийским оператором VG Airlines (позже переименованным в Delsey Airlines); но 5 ноября 2002 года бельгийскому перевозчику пришлось объявить о банкротстве. Сообщалось, что «Армянские авиалинии» искали сотрудничества с Armenian International Airways для продолжения или возобновления полетов в Европу. Когда Армавиа (принадлежавшая S7 Airlines) заключила соглашение с правительством Армении и получила большинство прав на полеты «Армянских авиалиний», в том числе прибыльные из Еревана в Москву. Также в некоторых источниках сообщается, что в 2006 году один из самолётов Армянских авиалиний потерпел крушение в Черном море.  Сообщения были явно ошибочными, поскольку авиакомпания прекратила свою деятельность в 2006 году. На самом деле, авиакомпанией, участвовавшей в авиакатастрофе, была Армавиа, преемница «Армянских авиалиний». Все 113 пассажиров и членов экипажа на борту погибли.
Авиакомпания возобновила свои полеты в марте 2023 году

## Маршруты

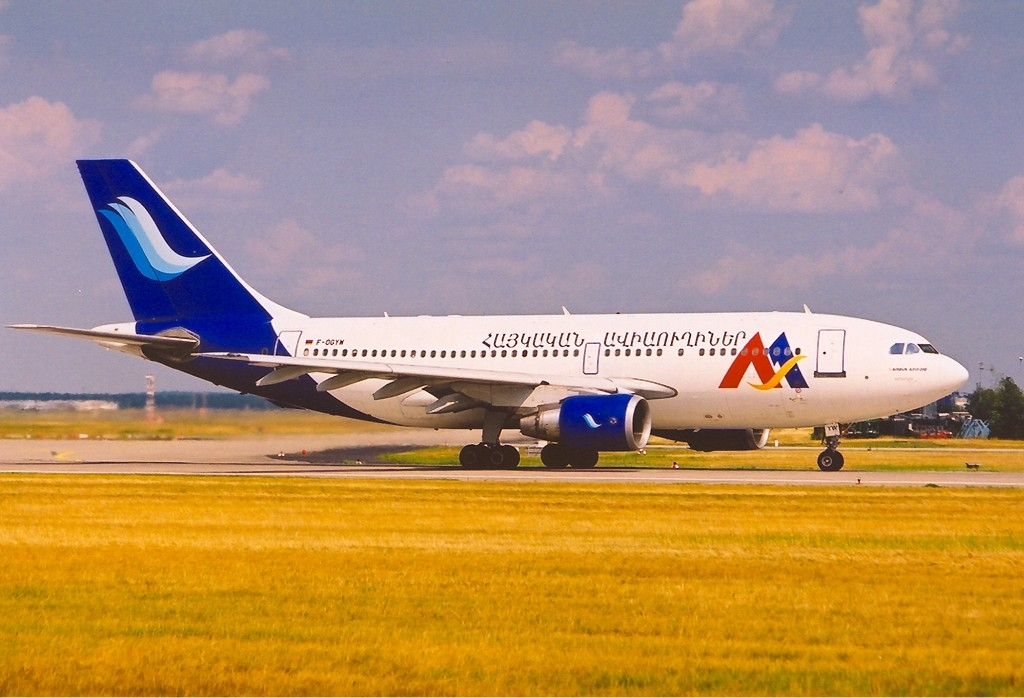
Армянские авиалинии A310 в 2001 году

В 1998 году «Армянские авиалинии» начали брать в аренду Airbus A310 с правом выкупа. Контракт вызвал споры среди тех, кто задавался вопросом, почему правительственная авиакомпания впервые использовала самолет иностранного производства. Но некоторые иностранные агентства, ведущие бизнес в Армении, заявили, что не могут застраховать жизнь сотрудников, которые летали на старых российских самолетах, из-за проблем с самолетами. Таким образом, Airbus стал европейским звеном «официальной авиакомпании Армении». Авиакомпания «Армянские авиалинии» столкнулась с перебоями в выполнении своих полетов в Европе из-за отказа двигателя на самолете Airbus A310 21 января 2002 г., в результате чего рейс Ереван-Париж развернулся в середине полета и возвратился в Международный аэропорт Звартноц, где поврежденный Airbus благополучно приземлился. 28 января того же года представители «Армянских авиалиний» посетили Лондон, чтобы обсудить средства на ремонт Airbus. По словам директоров компании, счет за ремонт мог составить до 2 миллионов долларов, и самым быстрым решением была бы замена поврежденного двигателя. В противном случае двигатель пришлось бы отправлять на ремонт в Брюссель, или в Тулузу. A310 был единственным самолетом в парке «Армянских авиалиний», соответствующим европейским авиационным правилам. Он летал каждый день по маршрутам в Париж, Амстердам или Франкфурт.
На ноябрь 2023 года, авиакомпания летает из Еревана в Москву и Сочи. 

## Флот
По состоянию на сентябрь 1994 года,  во флоте авиакомпании числились следующие воздушные суда: 
- Ил-86
- Ан-12
- Ту-134
- Як-42
- Ан-24

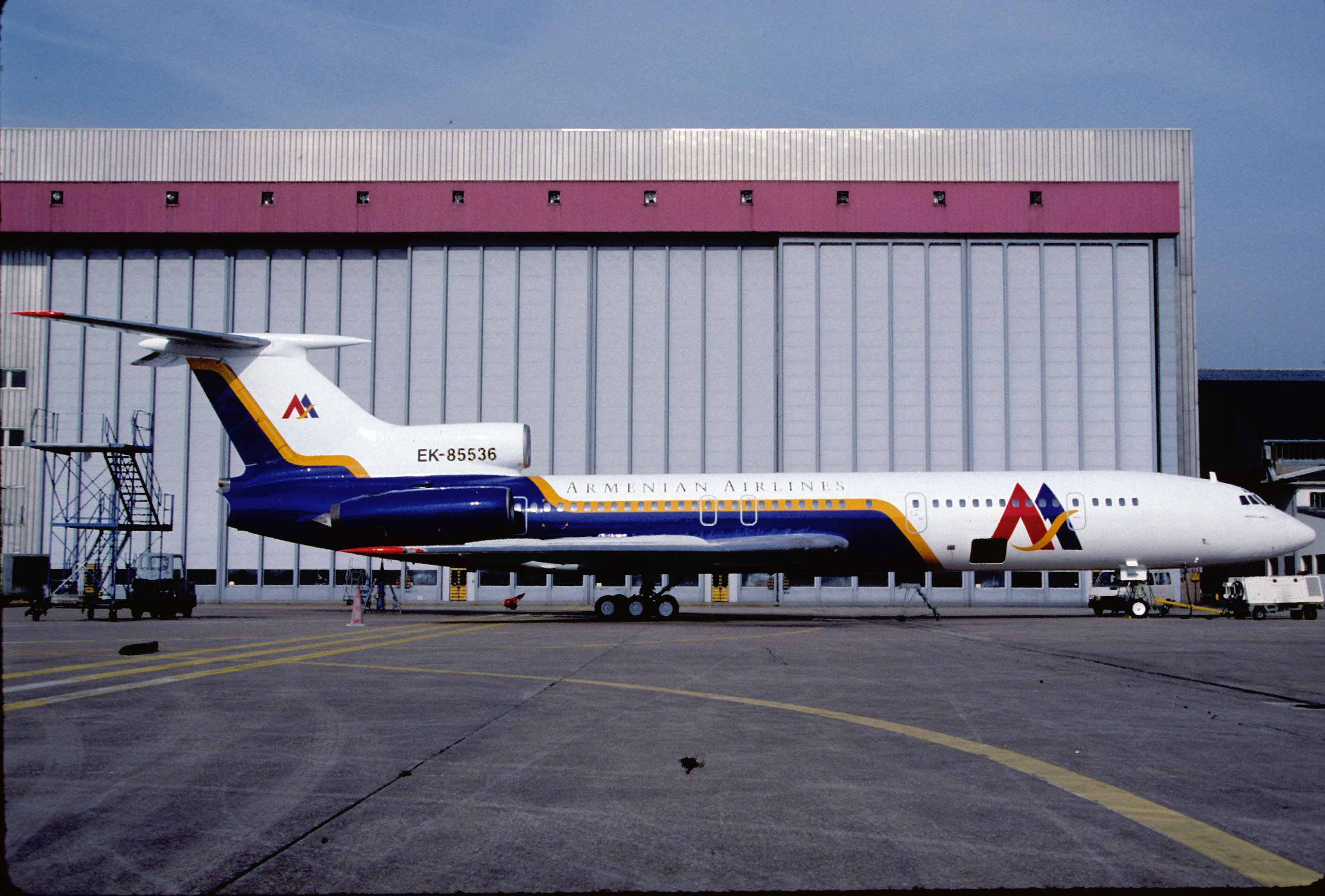
Армянские авиалинии Ту-154Б-2, май 1995 года

По состоянию  на  апрель  2001 года, во флоте авиакомпании числились следующие воздушные суда:
- 2 Airbus A310

По состоянию на март 2023 года , во флоте авиакомпании числятся следующие суда:

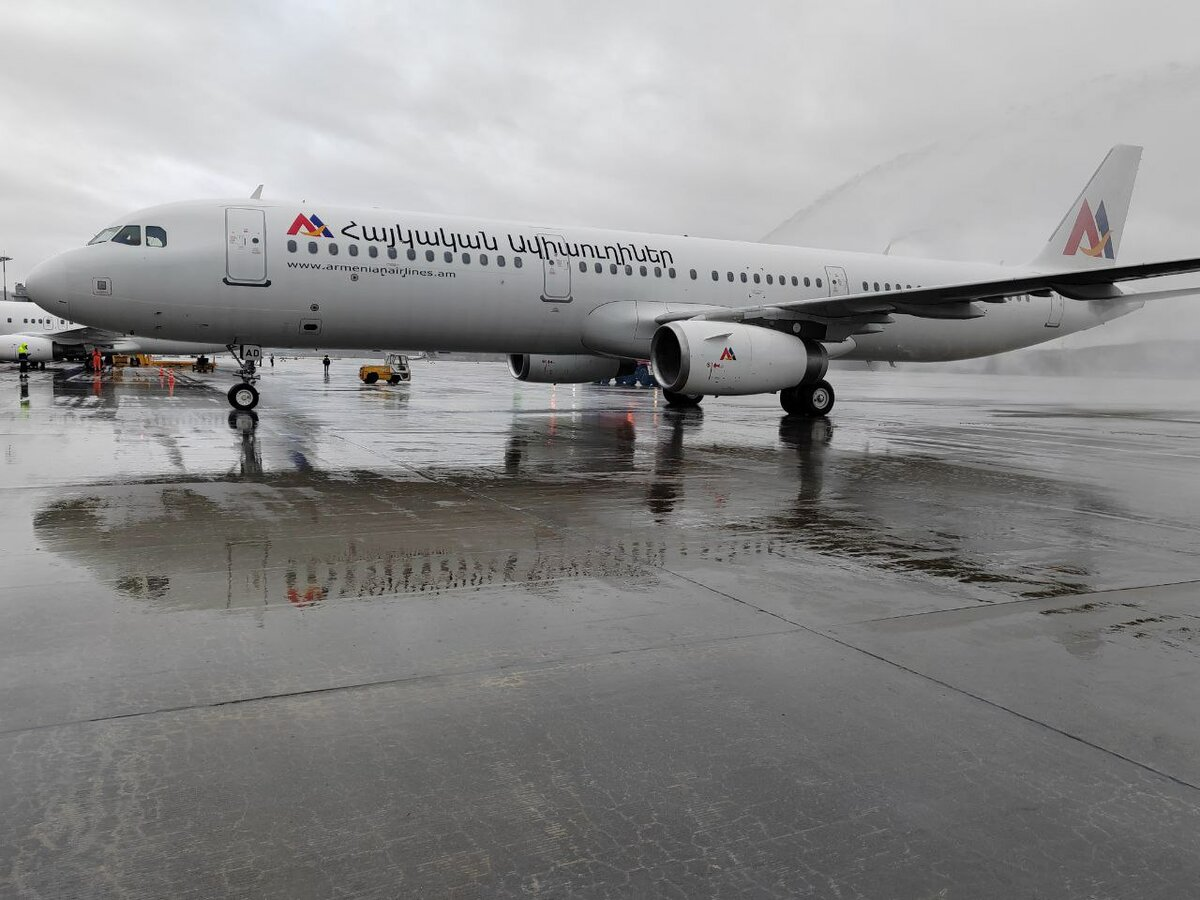
--------

• 2 Airbus A321